# 佐藤大和
佐藤 大和（さとう やまと）は、宮城県石巻市出身の日本の弁護士（東京弁護士会所属）。レイ法律事務所の代表弁護士。日本エンターテイナーライツ協会共同代表理事。

## 略歴
- 1983年 - 宮城県石巻市南浜町に生まれる[4]。
- 1998年 - 石巻市立湊中学校卒業[5]。
- 2001年 - 宮城県石巻高等学校卒業[5]。
- 2003年 - 三重大学人文学部入学[6]。
- 2007年 - 三重大学人文学部社会科学科卒業[7]。
- 2009年 - 立命館大学法務研究科法曹養成専攻（法科大学院）修了[8]。新司法試験合格[9]。
- 2011年 - 都内法律事務所入所[8]。
- 2012年 - 静岡英和学院大学短期大学部非常勤講師（〜2015年）[8]。
- 2014年 - 都内法律事務所退所。レイ法律事務所設立[8]。
- 2017年 - 厚生労働省「労働法教育に関する支援対策」教材作成委員（~2020年）[10]
- 2017年 - 芸能人の権利を守る「日本エンターテイナーライツ協会（ERA）」共同代表理事[3]
- 2020年 - 群馬県「インターネット上の誹謗中傷被害者支援条例の検討に係る有識者会議」構成員[11]
- 2021年 - 厚生労働省「過重労働解消のためのセミナー及び過重労働解消キャンペーンに関する広報事業検討委員会」委員長[12]
- 2021年 - NPO法人「RememberHana」理事（～2023年9月）[13]。
- 2021年 - 文化庁「文化芸術分野の適正な契約関係構築に向けた検討会議」委員（～2024年現在）[14]
- 2023年 - 令和４年度文化庁委託事業「芸術家等実務研修会」講師（2023年1～3月）[15]

## 著書
- 単著『ずるい暗記術 - 偏差値30から司法試験に一発合格できた勉強法』（ダイヤモンド社、2015年。ISBN　978-4-478-06750-5）
- 小説原作『二階堂弁護士は今日も仕事がない』（マイナビ出版社、2016年。ISBN　978-4-8399-5800-8）
- 単著『ずるい勉強法 - エリートを出し抜くたった1つの方法』（ダイヤモンド社、2016年。ISBN　978-4478101285）
- 単著『超楽仕事術 ラクに速く最高の結果を出す「新しい働き方」』（水王社、2017年。ISBN 978-4864700726）
- 単著『ゼロから最強の人脈をつかむ 後輩力』（ポプラ社、2017年。ISBN 978-4591155783）
- 単著『弁護士だけが知っている モメない33の方法』（ディスカヴァー・トゥエンティワン、2018年。ISBN 978-4799322314）
- 共著『マンガでわかる　知的財産の新常識』（ナツメ社、2018年。ISBN 978-4816364303）
- 共著『弁護士「好きな仕事×経営」のすすめー分野を絞っても経営を成り立たせる手法』（第一法規株式会社、2018年。ISBN 978-4474059955）
- 共著『スポーツにおけるハラスメントの弁護士実務』（第一法規株式会社、2021年。ISBN 978-4474075641）

## メディア出演

### テレビ
- バイキング（2016年8月29日から2019年4月22日　毎週月曜日のレギュラーコメンテーター　フジテレビ）[16][17][18][19]
- NEWSな2人（2017年12月9日 TBS）[20]
- 快傑えみちゃんねる（2018年5月11日 カンテレ）[21]
- ネプリーグ（2018年6月11日ほか フジテレビ）[22][23]
- 金曜プレミアム お金のモメごと解決します。今すぐ使えるHOW TO マネー（2018年7月20日 フジテレビ）[24]
- くりぃむクイズ ミラクル9（2019年3月6日 テレビ朝日）[25]
- 金曜プレミアム 大人のモメごと解決します。（2019年8月16日 フジテレビ）[26]
- ヤバい話のHowMuch？～ヤバい法律相談～（2019年8月29日ほか　レギュラー出演　テレビ朝日）[27]
- 深層NEWS（2020年6月2日 BS日テレ）[28]
- モーニングCROSS（2021年3月22日ほか 不定期出演 TOKYO MX）[29][30][31][32][33][34][35][36]
- 俺以外、全部AI（2023年5月30日、6月13日 テレビ朝日 「お願い！ランキングpresents そだてれび」内企画）[37][38][39][40]
- 大下容子ワイド!スクランブル（2023年11月17日ほか テレビ朝日）[41][42]
- ビートたけしのTVタックル（2023年11月26日ほか 不定期出演 テレビ朝日）[43][44][45][46]
- ANNスーパーJチャンネル（2023年12月2日 テレビ朝日）[47][48]
- 田村淳の訊きたい放題!（2024年8月31日ほか TOKYO MX）[49][50][51]
- 首都圏情報 ネタドリ!（2024年10月25日 NHK）[52][53]

### インターネット
- WEEKLY OCHIAI（2020年5月27日 NewsPicks）[54]
- ABEMA Prime（2022年6月30日ほか ABEMA）[55][56]
- たかまつななチャンネル（2023年10月9日 YouTube）[57]
- JAM THE WORLD – UP CLOSE（2023年11月30日 Amazon Music）[58][59]
- ABEMAヒルズ（2024年8月16日 ABEMA）[60][61]

### ラジオ
- 高橋みなみの「これから、何する？」（2018年1月16日ほか  不定期出演 TOKYO FM）[62]
- JAM THE WORLD（2019年6月6日 J-WAVE）[63]
- アシタノカレッジ（2021年9月30日 TBSラジオ）[64][65]
- 森久保祥太郎の今週わず（2022年5月20日 BayFM）[66]
- 東海オンエア虫眼鏡・島﨑信長　声YouラジオZ（2022年10月12日 音泉）[67]

### 取材
- 芸能人は労働者？ 個人事業主？ 専門弁護士が語る“闇営業問題”の解決策「行政が切り込むべき」（2019年7月20日 ORICON NEWS）[68]
- 芸能人移籍トラブル「金銭補償制度」でなくなるか？　過去には不当な圧力、嫌がらせも（2019年11月27日 弁護士ドットコムニュース）[69]
- 公正取引委員会はなぜ芸能界に斬り込んだのか？ “芸能改革元年”の変化と課題（2019年12月30日 ORICON NEWS）[70]
- 「共謀しない集団」から誹謗中傷の被害者を守るには（2020年6月6日 毎日新聞）[71]
- 芸能界で相次ぐ自死、芸能人のメンタルケアと「自らを守る」当事者団体の必要性（2020年10月16日 ORICON NEWS）[72]
- 「YouTubeの極意」誹謗中傷の深刻問題（2020年11月6日 東洋経済）[73]
- ヤフコメ、中傷投稿非表示　「抑止力に」「判断基準は」識者の見方（2021年10月19日 毎日新聞）[74]
- 芸能界の性加害、週刊誌やSNSでの告発に弁護士が警鐘「必ずしも正しいやり方とは言えない」（2022年4月30日 ORICON NEWS）[75]
- なぜYouTuberは炎上してしまうの？炎上を防ぐ方法と、万一のときの対処法【弁護士解説】（ 2022年5月31日 Workship）[76]
- 正当な批判との違いは？「誹謗中傷」を受けたときの対処法（2022年7月11日 Cosmopolitan）[77]
- 俳優や音楽家が訴えるAIの恐怖　「他の人が自分を完コピして…」（2023年5月8日 朝日新聞）[78]
- AIに仕事が奪われる？　働く者たちの未来はどこへ　創作活動もデータ合成で…その対価は（2023年5月13日 東京新聞）[79]
- 俳優ら実演家、強まる懸念　「数時間で全てスキャン」―専門家は法整備指摘・生成ＡＩ（2023年5月27日 時事通信）[80]
- 強い事務所、弱いタレント　「芸能人」の安全を守れ　レイ法律事務所　佐藤大和弁護士に聞く（2023年5月29日 日本経済新聞）[81]
- 生成AIの無断学習に広がる困惑　創作者への還元に知恵を（2023年7月3日 日本経済新聞）[82]
- （感歓劇）エンタメ業界のハラスメント　公正な環境作り、法と政策で　弁護士・佐藤大和さんに聞く（2023年7月13日 朝日新聞デジタル）[83]
- 名前を取り戻す闘いの始まり　ビジュアル系バンドは法廷に向かった（2023年8月1日 朝日新聞デジタル）[84]
- ジャニーズ問題　芸能界を「特殊な業界」扱いせず、タレントたちの権利を守る仕組みを（2023年9月21日 朝日新聞GLOBE＋）[85]
- ジャニーズ事務所が広告主に支払う損害賠償額はいかほどか…弁護士が指摘する企業が被る大きすぎるダメージ（2023年9月22日 PRESIDENT Online）[86]
- 芸能人の権利保護の専門家「（補償は）丁寧に検討していくべき」（2023年10月2日 NHK NEWS WEB）[87]
- 〈座談会〉芸能人と人権　ジャニーズ問題のゆくえ（2023年10月6日 『世界』2023年11月号 岩波書店）[88]
- 「ジャニーズだけなのか」　再発防止へ芸能界に地殻変動（2023年10月12日 日本経済新聞）[89]
- 宝塚歌劇団、声も上げられぬ契約　「異議申し立てぬ」団員に不利（2023年11月14日 毎日新聞デジタル）[90]
- 「宝塚は逆行している」食い違うパワハラ評価でみえた、二つのレベル [宝塚歌劇団問題]（2023年12月5日 朝日新聞デジタル）[91]
- 芸能人やクリエーター、契約改革は進むか　弁護士に聞く（2024年1月22日 日本経済新聞）[92][93]
- （すみれの花、その陰に　問われる宝塚歌劇団）歌劇団「パワハラ確認できず」なぜ（2024年2月12日 朝日新聞）[94][95]
- 【特集】芸能活動と法〔座談会〕芸能活動と法――エコシステム，文化政策，ルールメイキング（2024年2月24日 『ジュリスト』2024年３月号(No.1594) 有斐閣）[96]
- 日テレ、ドラマの詳細契約なし　セクシー田中さん問題（2024年2月26日 日本経済新聞）[97]
- 「セクシー田中さん」波紋　余裕ない現場、契約の課題も（2024年3月2日 日本経済新聞）[98]
- 宝塚パワハラに識者「人権守る具体的な改革手法見えず」「業界の健全化進めなければ」（2024年3月29日 読売新聞オンライン）[99]
- ［論点スペシャル］宝塚　劇団員死亡問題「演者保護 法整備が不可欠」（2024年4月24日 読売新聞）[100][101]
- SNSでの中傷、厳罰化も立件のハードル高く　情報開示に数カ月（2024年7月4日 毎日新聞デジタル）[102]
- 「劇団員は労働者 認めた」専門家指摘（2024年9月7日 読売新聞）[103]
- タレントと芸能事務所の契約トラブル相次ぐ バンド名の使用を制限されるケースも FEST VAINQUEURの裁判・申立経緯（2024年10月25日 NHK）[53]
- 芸能人への誹謗中傷 深刻なネット被害 メディアの責任も（2024年10月27日 しんぶん赤旗日曜版）[104]
- 公取委、初の実態調査　健全化の加速期待（2024年12月27日 千葉日報）[105]
- 宝塚歌劇団の雇用契約見直し「画期的」　歓迎する関係者や専門家（2025年1月14日 毎日新聞デジタル）[106]
- 宝塚、雇用契約拡大　6年目以降も　株式会社化（2025年1月15日 毎日新聞デジタル）[107]
- ＮｅwＪｅａｎｓ活動休止　韓国事務所の「解除できない契約」（2025年3月28日 週刊ポスト）[108][109]
- 宝塚歌劇の法人化　「全員未婚女性」の独自ルールはどうなる？（2025年4月5日 毎日新聞デジタル）[110]
- タレントのスキャンダルで「CM即停止」はリスクも 弁護士に聞く広告主の備え（2025年5月23日 AdverTimes. アドタイ）[111]
- 許すまじ！佳子さまが狙われた卑劣な「ディープフェイク動画」海外では法整備も進むなか、宮内庁はどう対応するのか（2025年7月28日 週刊ポスト）[112][113]
- フジテレビの改革でバラエティはなくなってしまうのか――弁護士が提言する“信用あるコンテンツ”での再興と“SNSクレーマー”の見極め（2025年8月12日 マイナビニュース）[114]
- フジテレビ問題、弁護士が危惧する“改革案の形骸化”と“誹謗中傷のエンタメ化”　業界全体を動かす契機への期待（2025年8月12日 マイナビニュース）[115]

## ドラマ監修
- リーガルハイ　スペシャル（2014年 フジテレビ）
- ゴーストライター（2015年 フジテレビ）[116]
- リスクの神様（2015年 フジテレビ）
- 緊急取調室（2015年 テレビ朝日）[117]
- ヒガンバナ～警視庁捜査七課～（2016年 日本テレビ）[118]
- グッドパートナー　無敵の弁護士（2016年 テレビ朝日）[119]
- 黒革の手帖（2017年版）（2017年 テレビ朝日）[120]
- 大貧乏（2017年 フジテレビ）[121]
- 犯罪症候群 Season2（2017年 WOWOW×東海テレビ）[122]
- おっさんずラブ（2018年 テレビ朝日）
- 星屑リベンジャーズ（2018年 AbemaTV）[123]
- マジムリ学園（2018年 日本テレビ）[124]
- SUITS/スーツ Season1（2018年 フジテレビ）[125]
- リーガルV〜元弁護士・小鳥遊翔子〜（2018年 テレビ朝日）[126]
- レ・ミゼラブル 終わりなき旅路（2019年 フジテレビ）[127]
- シャーロック特別編（2019年 フジテレビ）[128]
- ハイエナ (テレビドラマ)（2023年 テレビ東京）

## 講演
- 八戸市民大学講座（令和3年度）夢の実現のために「家庭教育で使える法律の話」[129]
- 文化庁委託事業「令和４年度文化庁委託事業「適正な契約関係構築研修会」」講師（東京・大阪・沖縄・宮城・埼玉・愛知）[130]
- 新日本法規財団セミナー「多様な人権における法的問題～現在地とこれからの問題～」[131]
- 令和５年度　羽生市人権教育研修会「加害者にも被害者にもならないためのSNSトラブル対策」[132]
- 福岡市・人権啓発フェスティバル「ハートフルフェスタ福岡 2023」トークセッション「みんなで考えるインターネットのいいところ、危ないところ」[133]
- シンポジウム「芸能従事者の働き方と法 ―いま芸能界に必要な法と権利 ―」[134][135][136]
- 第3回 MeDi-B’AI シンポジウム「メディアの現場はどう変わるのか？——AIとフリーランス新法」[137][138]

## 論文等
- 日本労働研究雑誌掲載「芸能人の労働者性（2021【特別号】）」[139]
- 過労死防止学会第7回大会（学会報告）「芸能実演家らの過労自死の実態」[140]
- 商事法務「企業におけるフリーランスとの契約（上）（下）」[141]
- BUSINESS LAWYERS「自社の役員・社員が週刊誌に取り上げられる場合に取りうる対応は」[142]
- 商事法務「文化芸術分野におけるフリーランス・事業者間取引適正化等法の適用課題（上）（中）（下）」[143][144][145]

## 著名な担当事件等
- FEST VAINQUEUR事件[52][53]

1. （東京高決令和2年7月10日令和元年（ラ）第2075号 判例時報 No.2486）[146]　アーティスト側の代理人として、「各アーティストにアーティストグループ名（芸名）に関するパブリシティ権が帰属し、事務所側に永続的利用権が認められない」「アーティストらは，本件グループ名を使用する人格的権利を特段の制約なく行使することができ、事務所側が本件グループ名の使用を妨害する行為をし、又はこのような行為をするおそれがある場合には、その差止めを求めることができるというべき」等と判断した裁判例を獲得[147]。
2. （東京地裁令和4年4月28日　事件番号令元（ラ）35186号）　退所後のマネジメント事務所による妨害行為がアーティストらの営業権を侵害するとして損害賠償責任を認め、一部認容判決を獲得[148][149]。
3. （知財高裁令和4年12月26日　事件番号 令和4（ネ）第10059号）　退所後のマネジメント事務所による妨害行為がアーティストらの営業権等を侵害するとして損害賠償責任を認め、前記２の一審判決を大幅に変更し、全額認容判決を獲得。さらに、「事務所退所後の６か月間の活動禁止」とする競業避止義務条項についても、「本件条項による制約には何ら合理性がないというほかないから、本件条項は公序良俗に違反し無効」との判断した裁判例を獲得[150][151]。

- 俳優の山本裕典氏の名誉毀損を理由として損害賠償請求事件の代理人弁護士を務める[152]
- シンガーソングライターのしほり氏の公表権侵害、氏名表示権侵害に関する損害賠償請求事件の代理人弁護士を務める[153]
- 警察官による公然わいせつ事件（東京高判平成30年8月2日　事件番号平成30年（う）第463号）
  - 警察官による電車内における公然わいせつ事件で、東京高等裁判所において、逆転無罪判決（控訴審から担当し、逆転無罪を獲得[154]）。
- 公益財団法人日本体操協会スポーツハラスメント事件における塚原光男、千恵子の代理人として、第三者委員会においてハラスメント冤罪（パワーハラスメント不認定）を証明。[155][156]
- 木村響子の代理人としてメディア対応窓口・誹謗中傷に関するロビー活動をし、侮辱罪の厳罰化等に尽力。
  - プレスリリース[157]　
  - 自民党によるネット上の誹謗中傷に対応するための緊急提言[158]
  - 池袋の暴走事故遺族の松永拓也と木村響子との誹謗中傷に関する対談企画・実施（読売新聞[159]）
  - 侮辱罪厳罰化の法改正成立の記者会見に参加[160]
- Hプロジェクト事件（「愛の葉Girls」関連訴訟）
  - 2018年に、農業アイドルグループ「愛の葉Girls」のメンバーであった16歳の少女が自死し、遺族を代理して所属事務所「Hプロジェクト」及び代表取締役らに対する損害賠償請求訴訟を提起した。2021年、東京地方裁判所は、遺族側の損害賠償請求を棄却し、遺族側は控訴したが、控訴棄却となり敗訴判決が確定[161][162]。
  - 2019年に、労働者であるから最低賃金法の適用があるとして、遺族側の代理人として、所属事務所への賃金請求訴訟も提起した。東京地方裁判所及び控訴審の東京高等裁判所は、アイドル活動をするか否かについて諾否の自由があった[163]として「労働者性」を否定して請求を棄却した[164]（その後、最高裁で確定[165]）。他方で、2024年10月、レイ法律事務所が担当した別の事件（「ファーストシンク事件」）の事案では実質的には仕事の諾否の自由がなかったとして[166]、アイドルをしていた男性を労働基準法上の「労働者」と認めた判決が最高裁で確定するなど[167]、諾否の自由が結論を分ける結果となった。
  - 訴訟の過程で所属事務所関係者から陳述書の署名を得ようとした際の佐藤らの行為が弁護士倫理の問題として議論の対象になり、懲戒請求を受けていたことが元所属事務所の社長により明らかにされた[168]。
  - 2019年、所属事務所と同事務所社長が遺族と佐藤を含む弁護団の記者会見での発言等が名誉毀損に当たるとして損害賠償請求を提起した[169]。2023年、東京地方裁判所は、遺族と佐藤を含む代理人弁護士らに対して、計約560万円の支払いを命じ[170][171]、2024年に最高裁で確定した[172]。

## 主張
- 芸能人の権利関係に関する主張 
  - 芸能業界の問題について、行政は積極的に介入すべきであると主張[173]
  - 実演家の立場が弱いことを指摘し、実演家や未成年（児童）の実演家を守るための法整備の必要性を訴える[81]
  - 芸能業界において移籍金制度を導入すべきと提言している[174]
- 芸能人の自死に関する主張 　
  - 芸能人のメンタルケアと「自らを守る」当事者団体が必要であると主張[175]
- メディア（報道機関）に対する主張 紀州のドン・ファン事件
  - 一部のメディアは、視聴率や利益に向かって走ってしまっている。そのためブレーキがきかない、マスコミのペンが単なる凶器とならないようにルールが必要だと訴える[176]
  - 2021年5月2日、紀州のドン・ファン事件において、レイ法律事務所は「一部のテレビでは、番組に出演するコメンテーター等の出演者が（若妻）氏の尊厳を著しく否定する発言をし、人権を侵害する報道をしています」と批判して、新妻に対する偏向報道、犯人視報道をしないようにメディアに依頼する文章を公表した[177]
  - アサ芸プラスによると、佐藤大和弁護士、会社の公認会計士らは、紀州のドン・ファンの会社資金をかすめ取ろうとしたとして、妻とともに刑事告発されたが、産経新聞によると和歌山地検は「事実を認定するに足りる十分な証拠が認められなかった」として、全員を不起訴処分とした[178][179]。
  - 2024年12月12日、和歌山地方裁判所は元妻に無罪を言い渡した[180]。